# Dichagyris stenoptera
Dichagyris stenoptera är en fjärilsart som beskrevs av Charles Boursin 1963. Dichagyris stenoptera ingår i släktet Dichagyris och familjen nattflyn. Inga underarter finns listade i Catalogue of Life.